# Atletismo nos Jogos Pan-Americanos de 2003 - 400 m masculino
A final dos dos 400 m rasos masculino nos Jogos Pan-Americanos de 2003 foi realizada em 8 de agosto de 2003, com as eliminatórias realizadas no dia anterior. A prova ocorreu no Estádio Olímpico Juan Pablo Duarte em Santo Domingo, República Dominicana.

## Calendário
| Data        | Fase          |
| ----------- | ------------- |
| 7 de agosto | Eliminatórias |
| 8 de agosto | Final         |

## Medalhistas
| Ouro   | USA Mitch Potter      |
| Prata  | CUB Yeimer López      |
| Bronze | GRN Alleyne Francique |

## Recordes
Recordes mundial e pan-americano antes da disputa dos Jogos Pan-Americanos de 2003.
| Tipo                             | Atleta          | Tempo | Local            | Data                  |
| -------------------------------- | --------------- | ----- | ---------------- | --------------------- |
|                                  | Michael Johnson | 43.18 | Sevilha          | 26 de agosto de 1999  |
| Recorde dos Jogos Pan-Americanos | Ronnie Ray      | 44.45 | Cidade do México | 18 de outubro de 1975 |

## Resultados
| Posição | Atleta                   | Eliminatórias | Eliminatórias | Final |
| Posição | Atleta                   | Tempo         | Posição       | Tempo |
| ------- | ------------------------ | ------------- | ------------- | ----- |
| 1       | USA Mitch Potter         | 45.62         | 2             | 45.11 |
| 2       | CUB Yeimer López         | 45.69         | 3             | 45.13 |
| 3       | GRN Alleyne Francique    | 45.31         | 1             | 45.51 |
| 4       | USA Adam Steele          | 45.83         | 6             | 45.72 |
| 5       | CAN Shane Niemi          | 45.89         | 7             | 45.78 |
| 6       | DOM Carlos Yohelín Santa | 45.82         | 5             | 45.85 |
| 7       | JAM Michael Campbell     | 45.79         | 4             | 46.10 |
| 8       | JAM Davian Clarke        | 45.93         | 8             | 46.17 |
|         |                          |               |               |       |
| 9       | CUB Glauder Garzón       | 45.99         | 9             |       |
| 10      | DMA Chris Lloyd          | 46.53         | 10            |       |
| 11      | BAH Dennis Darling       | 46.59         | 11            |       |
| 12      | TRI Damion Barry         | 46.79         | 12            |       |
| 13      | CHI Mauricio Mery        | 46.92         | 13            |       |
| 14      | AHO Geronimo Goeloe      | 47.61         | 14            |       |
| 15      | HON Jonnie Lowe          | 47.78         | 15            |       |
| 16      | ISV Kenneth Telemaque    | 48.85         | 16            |       |
| 17      | ECU Cristian Gutiérrez   | 49.88         | 17            |       |